# Luminator Bernocchi
Pour les articles homonymes, voir Bernocchi.
Luminator Bernocchi est une lampe conçue par l'entrepreneur Antonio Bernocchi, qui confiera la réalisation à un jeune architecte italien Luciano Baldessari (it) en 1926 et le met d'abord en production pour ses salons d'exposition. Ce prototype a d'abord été présenté à la Foire de Milan en 1929, puis à l'Exposition internationale de 1929 à Barcelone.
Le « Luminator  » a été fabriqué par Antonio Bernocchi avec l' Ufficio Propaganda Bernocchi S.p.A. La famille Bernocchi a décidé de construire le palais Bernocchi, d'en faire un musée et de le léguer à la ville de Milan.

## Description de Luminator Bernocchi
Le Luminator Bernocchi est un exemple de design industriel italien mis en évidence par la famille Bernocchi.
Il est inspiré par le mouvement de l'art futuriste, né à Milan grâce aux membres de la famille Bernocchi qui ont sponsorisé les artistes sans le sou à Milan et Rovereto.